# Tour de Labastide-Villefranche
La tour de Labastide-Villefranche est un ancien donjon, situé sur le territoire de la commune de Labastide-Villefranche, en France.

## Généralités
La tour est située en bordure est du village de Labastide-Villefranche, dans le département des Pyrénées-Atlantiques en région Nouvelle-Aquitaine, en France.

## Histoire
La bastide est créée vers 1292 par Marguerite, fille de Gaston VII et épouse de Roger-Bernard de Foix, en réponse aux créations de bastides par les anglais et navarrais. Une tour de guet primitive est construite à cette époque, et remaniée en donjon vers 1338 par Gaston Fébus, auquel il accole un château communiquant avec le donjon par un pont-levis,. Le château est détruit en 1523 par les troupes espagnoles de de Philibert de Chalon, prince d'Orange, général de l'armée de Charles Quint.
En 1922, le mur sud de la tour accueille un fronton de pelote.
La tour est classée au titre des monuments historiques par arrêté du 19 avril 1915.

## Architecture
Construit en calcaire et granit, le donjon est de base carrée et s'élève sur 28 mètres de hauteur, avec des mâchicoulis en son sommet. Le rez de chaussée se présente sans ouverture, des meurtrières se trouvent au premier étage, et des fenêtres datées du XVIe siècle apparaissent dans les étages supérieurs.